# D'un clandestin, l'autre
Pour plus de détails, voir Fiche technique et Distribution.
D'un clandestin, l'autre est film français réalisé par Éric Deroo et sorti en 2019. 

## Synopsis
Portraits de « antihéros, de héros ratés ou de héros n'ayant pas eu le temps de le devenir… », découverts en Birmanie, au Togo, au Vietnam et au Liban.

## Fiche technique
Source : Galatée Films
- Titre : D'un clandestin, l'autre
- Réalisation : Éric Deroo
- Scénario : Éric Deroo
- Montage image : Jérôme Legrand
- Son : Jérôme Wiciak
- Musique : Drixxxé
- Production : Galatée Films
- Pays de production :  France
- Distribution : Cinéma Saint-André-des-Arts
- Durée : 75 minutes
- Date de sortie : France - 18 septembre 2019